# Deutsche Kernreaktor-Versicherungsgemeinschaft
Die Deutsche Kernreaktor-Versicherungsgemeinschaft (DKVG) mit Sitz in Köln ist der Versicherungspool der Versicherungen der deutschen Kernkraftwerksbetreiber (Atompool). Sie hat die Funktion einer Rückversicherung.

## Geschichte
Die ersten Nuklear-Versicherungs-Pools in Europa wurden in Schweden und England im Jahre 1955 gegründet. Die Gründung der Deutsche Kernreaktor-Versicherungsgemeinschaft erfolgte 1957.

## Funktion und Zweck
Auch wenn die Eintrittswahrscheinlichkeit von Großschäden beim Betrieb von Kernkraftwerken lange Zeit als gering galt, ist die maximal mögliche Schadenssumme außerordentlich groß. Aus diesen Gründen ist ein einzelnes Versicherungsunternehmen typischerweise nicht in der Lage, dieses Versicherungsrisiko alleine zu tragen. Auch die Möglichkeit, die Risiken an Rückversicherer weiterzugeben, scheitert an der Bereitschaft der Versicherungsgesellschaften, ein solches Risiko zu übernehmen. Seit 2002 schreibt das Atomgesetz in Deutschland eine Deckungssumme von € 2,5 Mrd. vor. Für nicht gedeckte oder nicht erfüllbare Schadenssummen bis zu diesem Betrag haftet nach § 34 Atomgesetz der Bund.
Aus diesen Gründen wurden in den meisten Ländern, die Kernenergie einsetzen, Nuklear-Versicherungs-Pools gegründet, die die Risiken gemeinsam übernehmen. In Deutschland ist dies die Deutsche Kernreaktor-Versicherungsgemeinschaft. Die Organisation ist als Rückversicherung organisiert. Bei Schadensfällen zahlt zunächst der jeweilige Erstversicherer. DKVG erstattet die Schäden, indem sie die Beiträge von ihren Mitgliedern (darunter auch der besagte Erstversicherer, weitere Erstversicherer des Marktes und die bekannten Rückversicherer) einsammelt.
Schäden über € 256 Mio. bis zu dem Betrag von € 2,5 Mrd. werden von der Solidargemeinschaft der Betreiber getragen. Über diesen Betrag hinaus haftet der Betreiber der verunfallten Anlagen unbegrenzt.